# Грб Винице
Грб Виница је званични грб македонске општине Виница, као и самог града Виница.

## Опис грба
Грб општине Виница има облик средњовековног штита у немачком облику. Унутрашњост грба је подељена на три дела, с тим да је прво поље грба 4 пута веће од другог и трећег поља. 
У овом пољу се налази силуета археолошког локалитета „Кале“ и представљена је црвеним на плавом пољу. Иза ове силуете, назире се и силуета сунчевих зрака. Три поља су међусобно подељена плавом траком, а на саставу ових поља се налази „Константинов крст“ црвене боје са златним оквиром. Друго поље грба је зелене боје на коме је златни грозд. Треће поље је црвене боје, а из њега се у правцу првог поља пружа 5 зелених стабала дрвета.